# 인스오브코트
인스오브코트(Inns of Court) 또는 법학회관은 잉글랜드 웨일스의 변호사를 위한 전문 협회이다. 법원에는 그레이즈 인(Grey's Inn), 링컨스 인(Lincoln's Inn), 이너 템플(Inner Temple), 미들 템플(Middle Temple) 등 4개의 인이 있다.
모든 변호사는 이 중 하나에게 속해야 한다. 이것들은 회원들에 대한 감독 및 징계 기능을 가지고 있다. 인(inn)은 또한 도서관, 식사 시설 및 전문 숙박 시설을 제공한다. 각각에는 교회나 예배당이 붙어 있으며 변호사들이 전통적으로 훈련하고 연습하는 독립된 구역이다. 그러나 법조계의 성장과 보다 현대적인 숙박 시설 및 임대료가 낮은 건물에서 업무를 수행하려는 욕구로 인해 20세기 후반에 많은 변호사실이 인스오브코트 구역 밖으로 이전하게 되었다.